# SOME BOYS! TOUCH
「SOME BOYS! TOUCH」（サム ボーイズ タッチ）は、後藤真希の16枚目のシングル。2006年10月11日発売。

## 解説
4か月ぶりのシングル。初回生産限定盤は特典DVD付。初回プレス通常盤は、後藤真希の8Pブックレット仕様となっている。
本作に封入されていた応募券を、DVD『後藤真希 SECRET LIVE at STUDIO COAST』に封入されていたハガキに貼って送ると、抽選でDVD『MTV Diary：後藤真希』がプレゼントされた。

## ミュージック・ビデオ
ミュージック・ビデオでは、男性ダンサーNAOTO、MAROと共にダンスパフォーマンスを披露している。このダンサー2名は後藤の2006年・2007年のライブツアーにも同行した。

## タイアップ
タイトル曲「SOME BOYS! TOUCH」は、サンディスクのデジタルオーディオプレーヤー『sansa e200』シリーズのプロモーションソングに起用された。
カップリング曲「ALL OF US」は、CBC制作のテレビアニメ『銀河鉄道物語 〜永遠への分岐点〜』・OVA『銀河鉄道物語 〜忘れられた時の惑星〜』エンディングテーマソング。2006年11月22日発売のシングル『CARRY THE LIGHT』に収録された。

## 収録曲

### CD
全作詞・作曲：つんく
1. SOME BOYS! TOUCH
編曲：田中直
2. ALL OF US
編曲：鈴木俊介
3. SOME BOYS! TOUCH (Instrumental)

### DVD
1. SOME BOYS!TOUCH （FACE Ver.）
2. CD SINGLE × LIVE DVD TV-SPOT （15sec./30sec.）
3. GOTO MAKI PHOTO COLLECTION

## 参加ミュージシャン
SOME BOYS! TOUCH
- プログラミング：田中直
- ギター：鎌田浩二
- コーラス：後藤真希

ALL OF US
- プログラミング＆ギター：鈴木俊介
- ピアノ：松本圭司